# بولشوی یراونا
بولشوی یراونا (انگلیسی: Bolshoy Yeravna) یک دریاچه در استان بوریاتیای کشور روسیه است.